# Milieuwetgeving in België

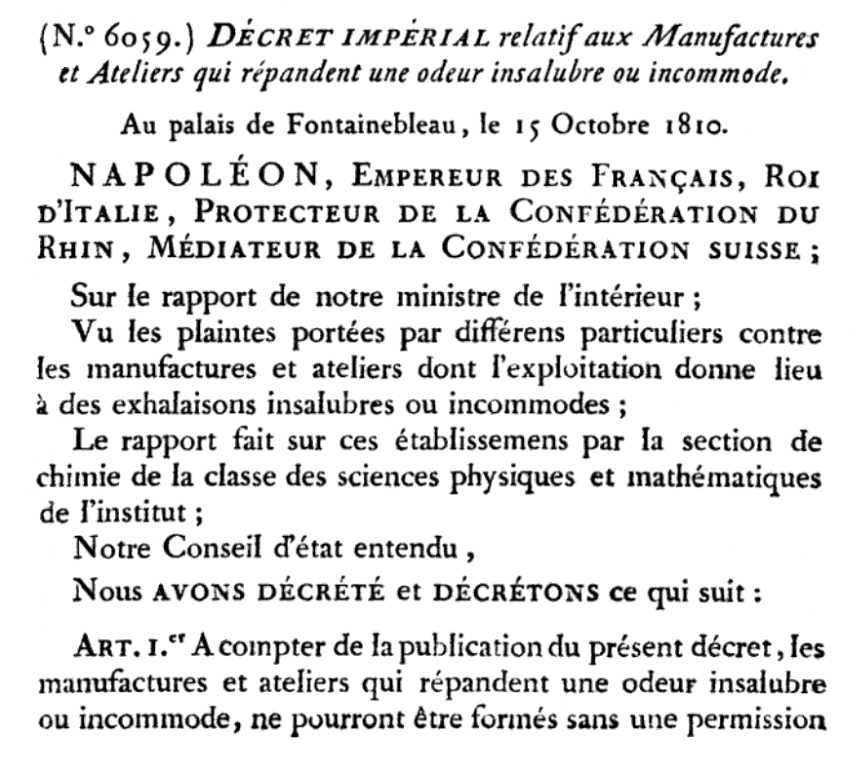
Het Keizerlijk Decreet van 15 oktober 1810

Dit is een overzicht van milieuwetgeving in België, inclusief de gewesten en gemeenschappen. De eerste twee milieuwetten werden geschreven in de Franse Tijd in België (toen de negen verenigde departementen): de Mijnwet van 21 april 1810 en het Keizerlijk Decreet van 15 oktober 1810. Het Keizerlijk Decreet vormt de basis van het huidige milieuhygiënerecht in België, Nederland en Frankrijk en is als verre voorloper van de Codex over het welzijn op het werk ook een belangrijke bron voor Belgisch arbeidsrecht. Vanaf 1824 was het Nederlandse Besluit rakende de vergunningen ter oprigting van sommige fabrijken en trafijken in werking, tot het Koninklijk Besluit van 1849 van Leopold I. Sindsdien hebben diverse ontwikkelingen plaatsgevonden. Diverse wetten zijn specifiek gemaakt om primair het milieu te beschermen. Enkele zijn hulpwetten waarin bepalingen zijn opgenomen die tevens het milieu dienen.
Sinds het midden van de 20e eeuw stemmen Europese landen hun milieuwetgeving steeds meer op elkaar af vanuit het besef dat milieukwesties niet ophouden bij de landsgrenzen. Richtlijnen zoals de Vogelrichtlijn en Habitatrichtlijn en de Kaderrichtlijn Water worden gevormd op Europees niveau en dan op Belgisch federaal, gewestelijk of gemeenschapsniveau omgezet in wetgeving.
Op federaal niveau is de Natuurbehoudswet van 1973 de belangrijkste moderne basale wet voor natuurbescherming, die op regionaal niveau verder is uitgewerkt. In Vlaanderen is sinds 1995 het Milieuhandhavingsdecreet de kaderwet omtrent milieuzaken. De Vlaamse Hoge Raad voor de Milieuhandhaving ziet erop toe dat de wetten nageleefd worden. Ook Wallonië is regionale milieuwetgeving aan het ontwikkelen; zo zijn de Gecoördineerde wetten
van 15 september 1919 op de mijnen, de graverijen en de groeven (inclusief een restant van de Mijnwet van 1810) er nog steeds in werking, terwijl Vlaanderen deze in 2011 heeft opgeheven.
| In werking | Status               | Naam                                                                                  | Afk.        | Voorganger(s) | Opvolger                                                             | Opmerkingen |
| ---------- | -------------------- | ------------------------------------------------------------------------------------- | ----------- | --- | -------------------------------------------------------------------- | --- |
| 1810-05-21 | Opgeheven 1919-09-15 | Mijnwet van 1810 (Loi minière)                                                        |             | - (Algemeen Mijnbouwreglement 1694) - (Mijnwet van 1791)                                                                     | Gecoördineerde wetten op de mijnen, de graverijen en de groeven 1919 | Bepaalde dat grondeigenaar gehoord en gecompenseerd moest worden en dat na mijnbouw in staatsbossen natuurherstel moest worden uitgevoerd. Nog steeds in werking in Luxemburg. |
| 1810-10-15 | Opgeheven 1824-01-31 | Keizerlijk Decreet van 15 oktober 1810                                                |             | – | KB van 1824                                                          | Het "Keizerlijk Decreet van 15 oktober 1810 betreffende fabrieken en werkplaatsen die een ongezonde of hinderlijke geur verspreiden". Werd per decreet van 19 april 1811 ook ingevoerd in huidig Nederland. De basis van het huidige milieuhygiënerecht in België, Nederland en Frankrijk. |
| 1824-01-31 | Opgeheven 1849       | Besluit rakende de vergunningen ter oprigting van sommige fabrijken en trafijken      | KB van 1824 | Keizerlijk Decreet van 15 oktober 1810                                                                                       | KB van 1849                                                          | Verving het Keizerlijk Decreet van 15 oktober 1810 vanwege snelle ontwikkeling industrie. Naast luchtvervuiling konden nu alle vormen ernstig gevaar, schade of hinder reden zijn om bedrijven vergunningen te weigeren, terwijl bestaande bedrijven – op straffe van sluiting – voortaan werden verplicht tot maatregelen nemen.                                                                                             |
| 1849       | Opgeheven 1888       | Koninklijk Besluit van 1849                                                           | KB van 1849 | KB van 1824 | Wet van 5 mei 1888                                                   | Het Nederlands KB van 1824 bleef in werking in onafhankelijk België tot het Belgisch KB van 1849. Dit werd nog aangevuld door de KB'en van 1856, 1863 en 1886, die allen werden vervangen door de Wet van 5 mei 1888. |
| 1855-01-01 | in werking opgeheven | Boswetboek                                                                            |             | | (Bosdecreet) Code forestier 2008                                     | |
| 1886-10-24 | in werking           | Veldwetboek                                                                           | Veldw.      | – | –                                                                    | |
| 1920-03-13 | opgeheven in werking | Gecoördineerde wetten van 15 september 1919 op de mijnen, de graverijen en de groeven |             | Mijnwet van 1810 | –                                                                    | |
| 1947       | opgeheven 2017       | Algemeen Reglement voor de Arbeidsbescherming                                         | ARAB        | - Wet van 1899 (veiligheid en gezondheid in nijverheid en handel) - Veiligheidswet 1952 - Machinewet 1961 - Welzijnswet 1996 | Codex over het welzijn op het werk                                   | Sinds staatshervormingen 1970 en 1980 zijn milieuvergunningen een gewestelijke bevoegdheid en hebben de drie gewesten o.a. bodembescherming verder uitgewerkt in decreten (VLAREM 1985, 1995; Brusselse ordinnantie 1993; Waals decreet 1999). |
| 1954       | in werking           | Riviervisserijwet                                                                     |             | Riviervisserijwet 1883 | -                                                                    | |
| 1973       | in werking           | Natuurbehoudswet                                                                      |             | |                                                                      | In het Vlaams Gewest verder uitgewerkt in het Duinendecreet 1993 en Natuurdecreet 1997. |
| 1979       | in werking           | Vogelrichtlijn                                                                        |             | (Conventie van Bern 1979) | –                                                                    | Europese richtlijn voor de bescherming van gebieden van 187 zeldzame of bedreigde vogelsoorten. Nauw verwant aan de Habitatrichtlijn. Zie voorts Vogelrichtlijngebied (Nederland) en Natura 2000 in Nederland. |
| 1982       | in werking           | Sevesorichtlijn                                                                       |             | (Sevesoramp 1976) | -                                                                    | Europese richtlijn voor de veilige opslag van grote hoeveelheden gevaarlijke stoffen. - Seveso-I-richtlijn (24 juni 1982) - Seveso-II-richtlijn (9 december 1996, aangepast op 16 december 2003) - Seveso-III-richtlijn (4 juli 2012) |
| 1990-10-08 | in werking           | Bosdecreet                                                                            |             | Boswetboek (federaal) | –                                                                    | Het Bosdecreet en later het Milieuhandhavingsdecreet 2009 hebben in het Vlaams Gewest het federaal Boswetboek grotendeels vervangen; er gelden nog slechts enkele bepalingen voor bijzonder boswachters. |
| 1991       | in werking           | Jachtdecreet                                                                          |             | (Jachtwet 1882) | -                                                                    | Het Vlaamse Jachtdecreet vervangt in Vlaanderen grotendeels de federale Jachtwet uit 1882. |
| 1992       | in werking           | Habitatrichtlijn                                                                      |             | (Conventie van Bern 1979) | –                                                                    | Europese richtlijn voor de bescherming van habitats (leefgebieden van wilde dieren). Nauw verwant aan de Vogelrichtlijn. Zie voorts Habitatrichtlijngebied (Nederland) en Natura 2000 in Nederland. |
| 1993       | in werking           | Duinendecreet                                                                         |             | |                                                                      | |
| 1995       | in werking           | Decreet Algemene Bepalingen Milieubeleid                                              | DABM        | VLAREM I 1985 | -                                                                    | Bevat het VLAREM II & III (Vlaams Reglement betreffende de Milieuvergunning). In 2009 is het Milieuhandhavingsdecreet eraan toegevoegd; de Vlaamse Hoge Raad voor de Milieuhandhaving houdt toezicht op de uitvoering. |
| 1997       | in werking           | Natuurdecreet                                                                         |             | (Natuurbehoudswet) | -                                                                    | Het Vlaamse Natuurdecreet vervangt in Vlaanderen grotendeels de federale Natuurbehoudswet uit 1973. |
| 2000-12-22 | in werking           | Kaderrichtlijn Water                                                                  | KRW         | (enkele eerdere richtlijnen)                                                                                                 | –                                                                    | Europese richtlijn ter integratie en vervanging van enkele eerdere richtlijnen. |
| 2001-10-30 | in werking           | Verdrag van Aarhus                                                                    |             | – | –                                                                    | Voluit "Verdrag betreffende toegang tot informatie, inspraak bij besluitvorming en toegang tot de rechter inzake milieuaangelegenheden". Geeft burgers toegang tot informatie over milieuzaken, inspraak in milieubeleid en toegang tot de rechter in milieuconflicten. Verdrag van UNECE, getekend door vooral Europese landen en de EU. De Beroepscommissie voor de toegang tot milieu-informatie voert deze in België uit. |
| 2008       | in werking           | Code forestier                                                                        |             | Boswetboek (federaal) | –                                                                    | De Waalse Code forestier uit 2008 heeft het federale Boswetboek volledig vervangen. |
| 2021-07-29 | in werking           | Europese klimaatwet                                                                   |             | |                                                                      | Europese verordening voor het beperken van de uitstoot van broeikasgassen. |

- Decreet van 18 juli 2003 betreffende het integraal waterbeleid
- Decreet betreffende de bodemsanering en de bodembescherming (Bodemdecreet van 27 oktober 2006)
  - VLAREBO of Vlaams Reglement betreffende de bodemsanering (uitvoeringsbesluit)
- Decreet betreffende de omgevingsvergunning (Omgevingsvergunningendecreet) 2014
- Decreet betreffende complexe projecten 2014 (in werking 2015-03-01)
- Decreet van 4 april 2003 betreffende de oppervlaktedelfstoffen
- Decreet van 14 juli 1993 tot oprichting van het Grindfonds en tot regeling van de grondwinning
- Decreet van 28 maart 2014 betreffende de landinrichting
- Decreet van 16 juni 2006 betreffende het oprichten van de Vlaamse Grondenbank
- Decreet van 16 april 1996 betreffende de landschapszorg (opgeheven per 1 januari 2015)
- Onroerenderfgoeddecreet van 12 juli 2013
- Wet betreffende de bescherming en het welzijn der dieren (federale kaderwet, 1986)[12]
  - Waalse Codex Dierenwelzijn (Code wallon du bien-être animal; 3 oktober 2018)[13]
  - Vlaamse Codex Dierenwelzijn (aangenomen 8 mei 2024; treedt in werking op 1 januari 2025, sommige bepalingen op later tijdstip; federale kaderwet 1986 wordt opgeheven in Vlaanderen)[14]:32–49
  - Brusselse Codex Dierenwelijn (wetsvoorstel sinds april 2024)[15]